# Riddu Riđđu

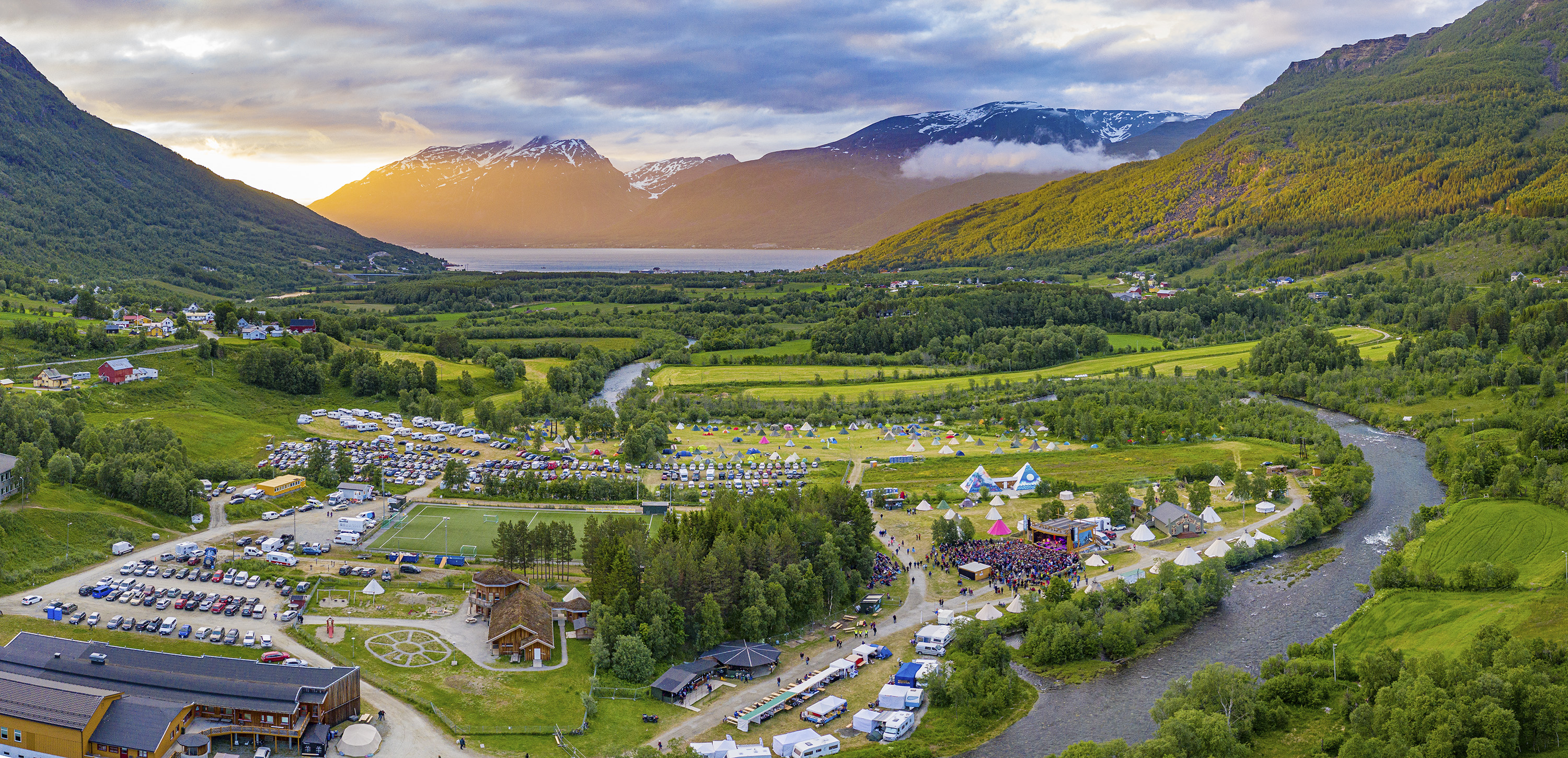
Olmmáivággi/Manndalen vista dall'alto, Riddu Riđđu 2019

Riddu Riđđu (pronuncia in Sámi del Nord: [ˈridː.tuː ˌrið.ðuː]) è un festival annuale di musica e cultura Sámi che si tiene a Olmmáivággi (Norvegese: Manndalen) nel comune di Gáivuotna (conosciuto anche con il nome Norvegese Kåfjord) in Norvegia, generalmente nel mese di Luglio. L'obiettivo del festival è quello di creare spazi sia per la cultura Sámi sia per quella di altri popoli indigeni. Tradotto in italiano, il nome Sámi del festival significa "piccola tempesta sulla costa". Il festival ha il sostegno del Ministero della Cultura e degli Affari Ecclesiastici, del Parlamento Sámi, della regione di Troms e del comune di Kåfjord.
Riddu Riđđu comprende non solo concerti, bensì anche seminari, spettacoli, centri estivi per giovani, arte scenica, letteratura, programmi per bambini, programmi sui Popoli del Nord, programmi cinematografici, laboratori, mostre d'arte, mercati (bazar), case in architettura indigena e altri elementi artistici e culturali.
La 30ª edizione del festival si sarebbe dovuta tenere dall'8 al 12 luglio 2020; tuttavia, a causa della pandemia di COVID-19, il festival del 2020 è stato annullato.

## Contesto
Olmmáivággi (Manndalen) rappresenta la comunità urbana più popolosa di Gáivuotna/Kåfjord, con una popolazione di circa 800 abitanti. Situata nel Nord della regione di Troms, Gáivuotna ha storicamente svolto un ruolo cruciale come centro di incontro culturale tra le popolazioni Kven, Sámi e norvegesi. I Sámi costieri, noti come "sjøsamen" in Norvegese, hanno abitato queste terre fin dai tempi antichi. Alla fine del XVIII secolo, con l'arrivo di immigrati finlandesi (Kven), si stabilirono comunità in quest'area, seguite in seguito da insediamenti norvegesi. Ricerche etnografiche risalenti alla metà del XIX secolo indicano che un terzo della popolazione era trilingue, mentre il resto era bilingue. Ciò evidenzia come, prima della nascita della Norvegia indipendente nel 1814 e dell'inizio del processo di fornorskning (assimilazione dei Sámi), le comunità locali vivessero in una stretta interazione culturale.
Tuttavia, negli ultimi 150 anni, questo scenario è cambiato drasticamente a causa dell'assimilazione e dell'oppressione culturale subite dai Sámi e da altri gruppi indigeni, considerati inferiori. In Gáivuotna, dove la percentuale di popolazione Sámi era particolarmente elevata, gli effetti di questo processo si sono manifestati in modo evidente. L'obiettivo principale del processo di assimilazione era la creazione di una nazione culturalmente e linguisticamente omogenea di norvegesi, che si realizzava attraverso la soppressione delle culture indigene. Alla fine del XIX secolo, l'uso delle lingue Sámi e Kven era vietato per legge nelle scuole, e coloro che non parlavano norvegese non potevano acquistare terreni. Questa politica di assimilazione ha avuto ripercussioni significative sullo sviluppo economico e psicologico delle comunità indigene, riducendo località costiere come Gáivuotna a comunità quasi completamente assimilate, in cui la maggior parte della popolazione Sámi aveva perso l'uso e la conoscenza della propria lingua e identità verso la fine del XX secolo.
Ciononostante, questo processo di assimilazione, che continuò fino agli anni '80 del Novecento, è stato accompagnato, soprattutto nell'area di Gáivuotna, da un forte desiderio di revitalizzazione culturale. Questo sentimento, condiviso dai Sámi rimasti, si intensificò nel periodo post-bellico, quando la Norvegia iniziò finalmente ad allentare le politiche di assimilazione in favore di un'emancipazione per le minoranze culturali ed etniche. Con la rimozione del divieto sull'uso delle lingue Kven e Sámi nelle scuole nel 1959, l'introduzione del Sámi come lingua di istruzione nel 1967 e la formazione delle prime organizzazioni politiche Sámi a Gáivuotna nel 1977, iniziò una fase di riconoscimento statale. Fu solo dopo il conflitto di Alta-Kautokeino (1978-1981), uno dei momenti più bui della storia Sámi, che i Sámi conseguirono significativi diritti, culminati nella Legge Sámi (Sámeláhka ) del 1987 e nella creazione del Parlamento Sámi nel 1989.

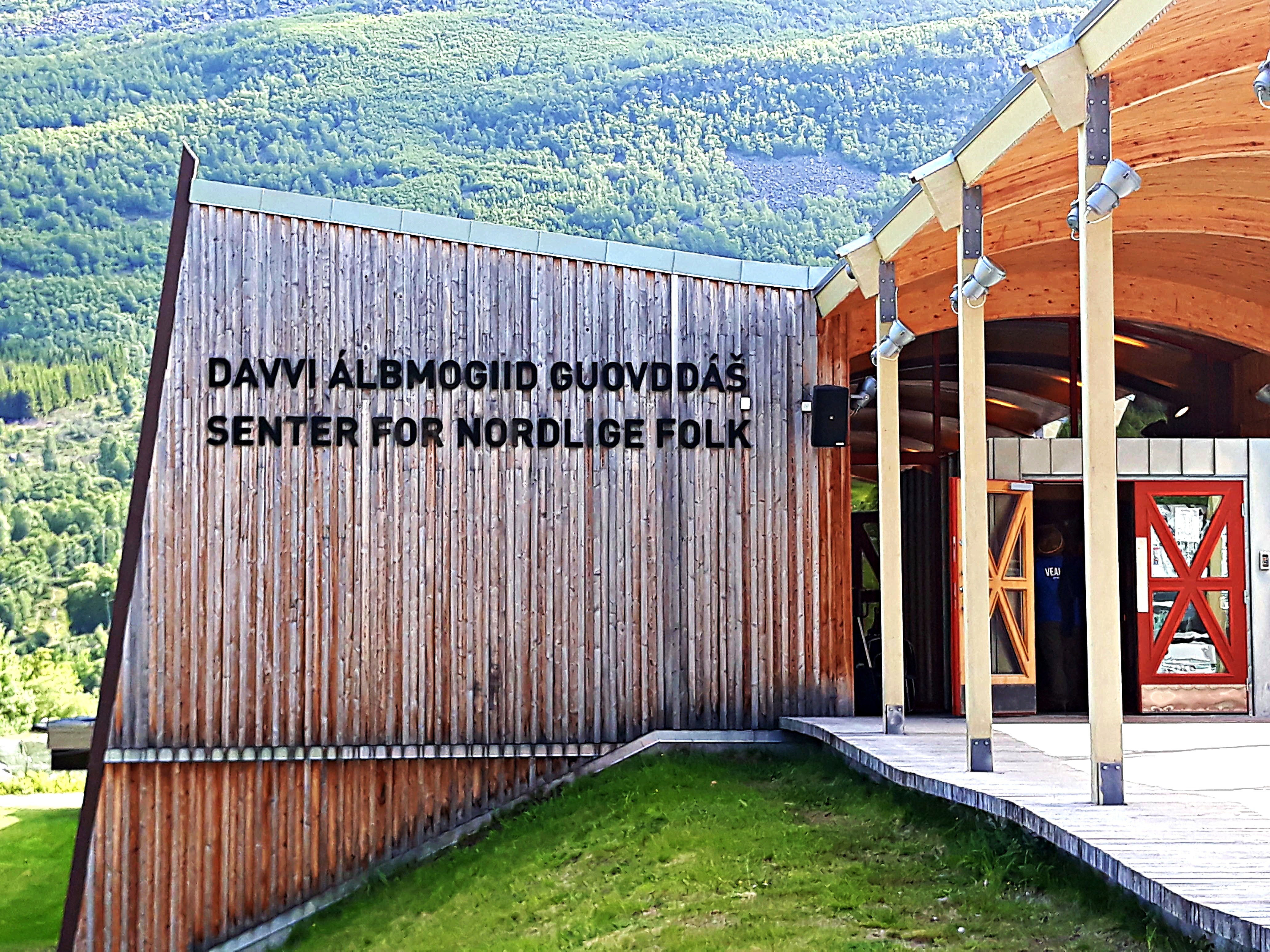
Centro per i Popoli del Nord (Davvi Álbmogiid Guovdaáš) a Gáivuotna

È importante sottolineare anche a livello locale i risultati di questo processo di revitalizzazione. Gáivuotna fu inclusa nell'Area Amministrativa Sámi nel 1992, il che significa che qui le lingue Sámi e norvegese hanno la stessa validità legale. Ogni individuo ha il diritto di comunicare in lingua Sámi e di ricevere tutte le comunicazioni ufficiali in tale lingua. Inoltre, nel 1997, fu introdotto un curriculum Sámi nelle scuole della municipalità. Tuttavia, quest'emancipazione dei Sámi non sempre fu ben vista dalla popolazione locale, che negli anni '90 si trovò al centro di numerosi conflitti culturali e linguistici. Questo clima di conflittualità iniziò a placarsi all'inizio degli anni 2000, con l'avvio di un processo di comprensione, attenzione e sensibilizzazione, con Olmmáivággi come fulcro di tale dinamica.
La piccola comunità costiera è stata per lungo tempo un centro culturale per le popolazioni indigene. Diverse istituzioni Sámi sono attive da anni nella zona, tra cui il recente Centro per i Popoli del Nord (Davvi Álbmogiid Guovddáš), aperto nel 2011. L'intensa attività politica e culturale, supportata da istituzioni politiche e organizzazioni giovanili, ha raggiunto il suo apice con la celebrazione del Festival Riddu Riđđu nel 1991, un evento che ha ulteriormente consolidato l'identità culturale Sámi nella regione.

## Storia
Il festival Riddu Riđđu fu ufficialmente fondato da un gruppo di giovani Sámi la notte di Capodanno del 1991 a Olmáivággi (in norvegese: Manndalen), sebbene la sua concezione risalga a qualche anno prima.

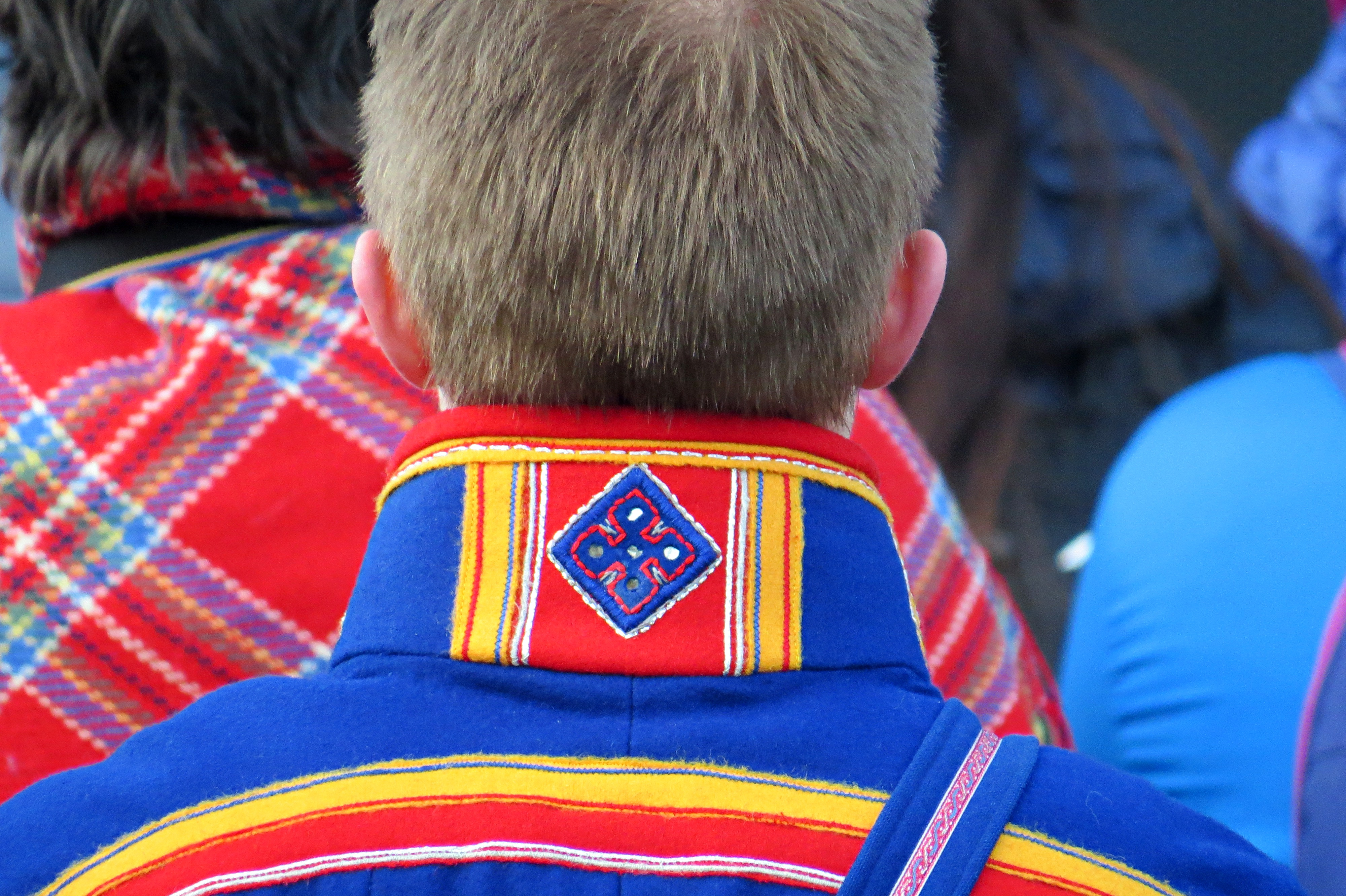
Decorazione di un gahkti, Riddu Riđđu 2019

Verso la fine degli anni '80, un gruppo di studenti Sámi, tra cui Tor Mikalsen e Håkon Eriksen, iniziò a riflettere sulla possibilità di fondare una nuoraidsearvi, ossia un'associazione giovanile. Inizialmente, l'idea sembrava superflua, data l'esistenza della Gáivuona Sámesearvi (oggi conosciuta come Ivgu Sámesearvi). Tuttavia, nel 1990, questo gruppo di amici decise di creare una nuova organizzazione. Håkon Eriksen propose di fondarla entro la fine dell'anno, al fine di inviare una delegazione al raduno nazionale della Norwegian Saami Association (NSR) nell'estate del 1991, rafforzando così la presenza dei giovani Sámi nella sfera politica nazionale. Seguirono quindi sforzi di reclutamento per trovare membri adatti alla nuova associazione.
L'incontro fondativo ebbe luogo la notte di Capodanno del 1990 nella sala comunale di Olmáivággi. Tra i presenti vi erano Mona Myrland, Jorunn Løkvold, Fred Are Nilsen, Håkon Eriksen, Lene Hansen, Tor Mikalsen, Jørn Are Johnsen, Bjørn Inge Mo e Lars Nilsen. Durante la riunione, iniziò a emergere l'idea di organizzare un festival per la primavera successiva, che includesse musica e concerti.
Il tema del quarto incontro dell'associazione, tenutosi il 21 aprile 1991, fu "Beaivelágideapmi-91 geasi", ovvero "evento del giorno estate-91". Durante questo incontro, fu deciso che Håkon avrebbe dovuto organizzare un evento di più giorni incentrato sulla cultura Sámi, progetto che egli aveva già presentato qualche giorno prima al Consiglio d'Arte Norvegese, il quale approvò la proposta, stanziando un contributo di 27.000 NOK. Con questo sostegno finanziario, iniziarono i preparativi, che comprendevano la selezione di artisti Sámi e la scelta di alimenti tradizionali.
Il nome del festival come è conosciuto oggi, Riddu Riđđu, non fu introdotto durante la prima edizione, ma emerse dopo alcuni anni di riflessioni, nell'inverno del 1994-95. I fondatori volevano utilizzare una terminologia Sámi e iniziarono considerando nomi di località come Gáiskeriidi e Riidi, che però risultavano per diversi motivi inadeguati. Fu solo ascoltando un bollettino meteorologico alla radio che alcuni membri notarono l'uso frequente del termine riđđu, che significa "tempesta" o "forte vento". Decisero quindi di unire riddu (costa) e riđđu (tempesta), creando così il nome "Riddu Riđđu", ovvero "tempesta sulla costa".
Il festival può essere considerato come conseguenza di anni di oppressione culturale e politica. Negli anni Novanta, un forte sentimento anti-Sámi era particolarmente presente nella zona: i cartelli stradali con denominazioni Sámi diventano oggetto di vandalismo con armi da fuoco e diverse famiglie venivano divise. Un gruppo di giovani iniziò a porsi domande come: "Perché [il governo norvegese] ci hanno tolto la lingua Sámi? Perché nascondiamo la nostra identità e cultura di Sámi costieri? Perché ci vergogniamo [di essere Sámi]?" Questo diede vita a un'organizzazione giovanile Sámi che, tra le altre cose, organizzò il festival Riddu Riđđu.
Il primo festival fu organizzato nell'estate del 1991 e da allora si ripete ogni anno (con due eccezioni, 1998 e 2020). Nel 1998 è stata fondata l'organizzazione Riddu Riđđu Searvi, che da allora si occupa dell'organizzazione del festival. Migliaia di turisti e persone locali partecipano al festival ogni anno, la maggior parte dei quali passa la settimana del festival in tende nel campeggio adiacente all'area del Riddu Riđđu. Nel 2023, Sajje Solbakk è diventata la direttrice del festival.
Nel 2016 il festival fu inaugurato dalla regina Sonja. Nel 2017 l'allora Ministro della Cultura Trine Skei Grande fu responsabile dell'apertura del festival.

## Premi e Riconoscimenti
- Northern People of the Year: Ogni anno, il festival invita un individuo o un gruppo appartenente a una popolazione indigena del nord del globo, nominato come "Northern People of the Year". Questo riconoscimento, istituito nel 2000[14], si è distinto come parte separata del festival, con gli Itelmen della Kamchatka in Russia come primi ospiti di questo premio.
- Young Artist of the Year: Nel 2000, oltre al riconoscimento per le popolazioni indigene, il festival ha introdotto il premio per il miglior nuovo artista dell'anno, parte del programma di sviluppo dei talenti del festival[15]. Ogni anno, i responsabili, tra cui il direttore/la direttrice e una giuria, selezionano un giovane artista Sámi per presentare il proprio talento durante gli eventi. Il premio, oltre a una sovvenzione di 25.000 NOK (circa 2.125 EUR), include un soggiorno presso Lásságámmi, la residenza artistica dedicata a Nils-Aslak Valkeapää.
- Premio Árdna: Durante le celebrazioni del festival, l'UiT Norges arktiske universitet (Università di Tromsø) e il Centro per gli Studi Sámi assegnano il premio Árdna. Questo riconoscimento viene conferito allo studente o alla studentessa che, nell'anno accademico corrispondente, ha presentato la migliore tesi di laurea magistrale su tematiche riguardanti le popolazioni indigene o la loro condizione. Oltre al prestigio, il vincitore riceve un premio in denaro di 10.000 NOK (circa 850 EUR). Secondo quanto riportato dal sito dell'università, l'obiettivo del premio è promuovere "l'interesse e la visibilità delle questioni Sámi e indigene"[16].

## Line-up

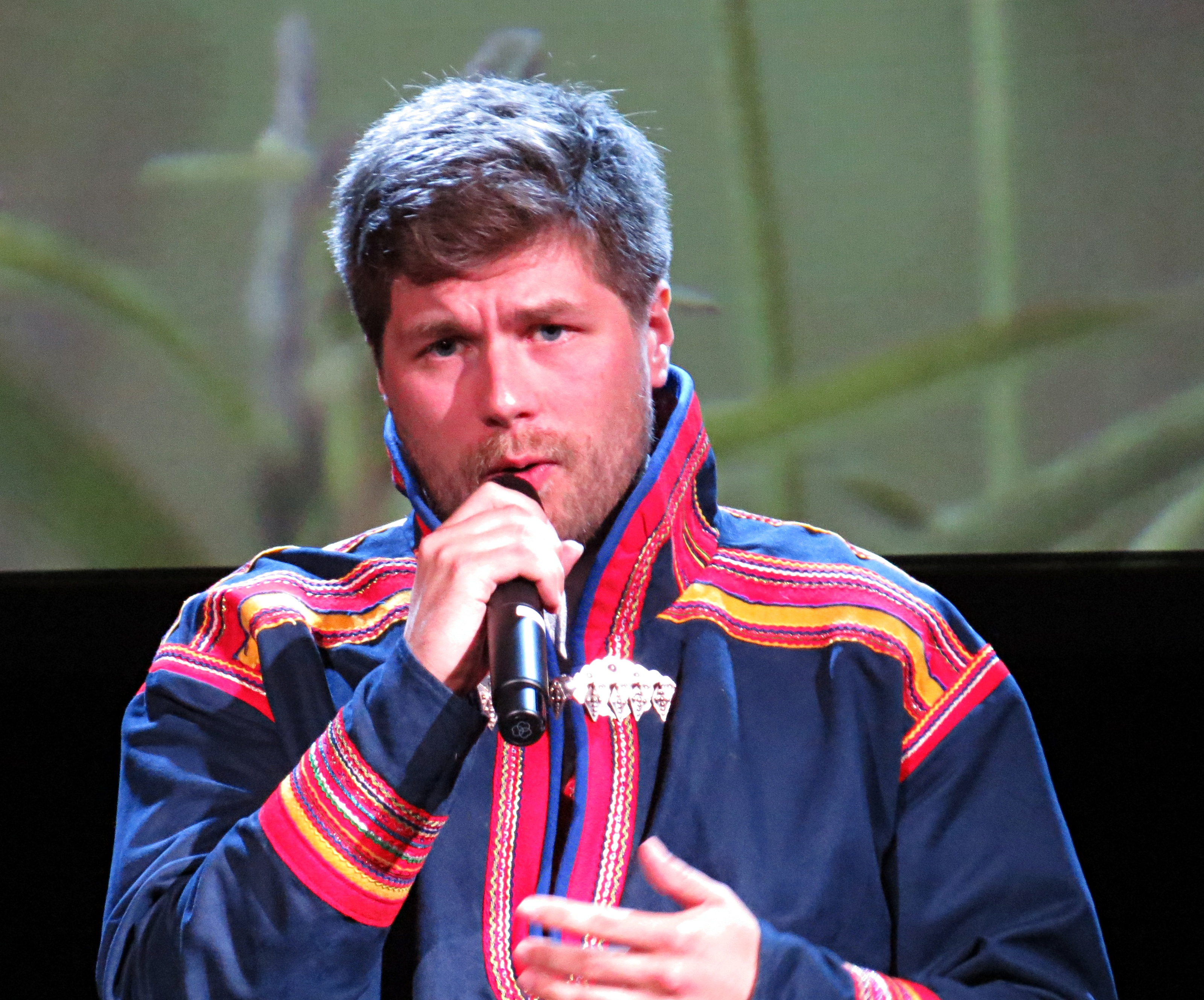
Juvvá Pittja, Riddu Riđđu 2019

| Anno | Direttore/Direttrice del Festival | Artisti (selezione)                                                  | Northern People of the Year              | Young Artist of the Year     |
| ---- | --------------------------------- | -------------------------------------------------------------------- | ---------------------------------------- | ---------------------------- |
| 1991 | Lene Hansen                       | Rita og Merete, Roots, Marit Hætte Øverli, Iŋgor Ántte Ailu Gaup     |                                          |                              |
| 1992 | Geir-Tommy Pedersen               | Kant, Gaggi Rock, Máze Cabaret                                       |                                          |                              |
| 1993 | Geir-Tommy Pedersen               | Indre Kåfjord Revylag, Sylvi Pedersen, Hiwak Teater                  |                                          |                              |
| 1994 | Henrik Olsen                      | Mari Boine, Wimme Saari, Sverre Porsanger                            |                                          |                              |
| 1995 | Rita Lindvall                     | Frode Fjellheim Jazz Joik Ensemble, Orbina, Bantaba Brothers         |                                          |                              |
| 1996 | Lene Hansen                       | Sainkho & Out of Tuva, Wimme Saari Band, INTI                        |                                          |                              |
| 1997 | Anita Lervoll                     | Bulgarian Voices Angelite, Nikkeby Lufthavn, Hedningarna             |                                          |                              |
| 1998 | Festival Cancellato               |                                                                      |                                          |                              |
| 1999 | Anita Lervoll                     | Jerry Alfred & The Medicine Beat, Per Ivars Orkester, Sven Henriksen |                                          |                              |
| 2000 | Astrid Solhaug                    | Mari Boine, Herborg Rundberg, Turdus Musicus                         | Gli Itelmeni                             | Lawra Somby                  |
| 2001 | Astrid Solhaug                    | Pamela, Uragsha, Per Ivars Orkester                                  | I Nivkh                                  | Tiina Sanila-Aikio           |
| 2002 | Lene Hansen                       | Yothu Yindi, Intrigue, Alash, The Rundbergs                          | I Tuvani                                 | Sara Marielle Gaup Beaska    |
| 2003 | Lene Hansen                       | Kikki Aikido, Yat Kha, Gåte, Joy Harjo                               | I Coriachi                               | Nils Ingvald Gaup            |
| 2004 | Lene Hansen                       | Niko Valkeapää, Hangface, Tanya Taqat, Wai                           | Persone Indigene di Nunavik              | Johan Ánte Utsi              |
| 2005 | Lene Hansen                       | Bel Canto, Va-Ta-Ga, The Lites, Tungtvann, White Cokatoo             | I Careliani, Vepsi, Nenci, Komi e i Sámi | Sigbjørn Skåden              |
| 2006 | Camilla Brattland                 | Ska Patrol, SlinCraze, Pamyua, Adjágas                               | I Nambikwa                               | Huui                         |
| 2007 | Camilla Brattland                 | Johan Kitti, Blackfire, Bayar, Rolffa                                | I Komi                                   | Elisabeth Pettersen Jenssen  |
| 2008 | Ragnhild Dalheim Eriksen          | Angelique Kidjo, Altan Uraq, Inga Juuso, Valkyrien Allstars          | I Nenci                                  | Eline Grønvoll               |
| 2009 | Ragnhild Dalheim Eriksen          | Buffy Sainte-Marie, BlackSheeps, Yerboli                             | I Nisga'a                                | Anders Sunna                 |
| 2010 | Ragnhild Dalheim Eriksen          | Mari Boine, F.A.C.E., Wimme Saari, Tinariwen                         | I Vepsi                                  | Niillas Holmberg             |
| 2011 | Ragnhild Dalheim Eriksen          | Timbuktu & Damn!, Niko Valkeapää, Barut                              | Cinque gruppi indigeni del Tajmyr        | Marja Bål Nango              |
| 2012 | Kirsti Lervoll                    | Stephan Urchimaev, Sofia Jannok, Digging Roots                       | Inuit da Kalaallit Nunaat / Groenlandia  | Katarina Barruk              |
| 2013 | Kirsti Lervoll                    | OKI, Moana and the Tribe, Ailu Valle, Elin Kåven                     | Gli Ainu                                 | Sarakka Gaup                 |
| 2014 | Karoline Tveitnes Trollvik        | Maxida Märak, Georg Bulge, Tamikrest, A Tribe Called Red             | Persone indigene di Amur                 | Marja Helena Mortensson      |
| 2015 | Karoline Tveitnes Trollvik        | Amoc, Senjahopen, Arvvas, Chirgilchin                                | Riserva delle Sei Nazioni                | Elina Waage Mikalsen         |
| 2016 | Karoline Tveitnes Trollvik        | Suming, Namgar, Sondre Justad, Kioto, Balam Ajpu                     | Persone indigene del Taiwan              | Inga-Wiktoria Påve           |
| 2017 | Karoline Tveitnes Trollvik        | Indian Agent, Ágy, Uyaraq, Ailu Valle                                | Nativi dell'Alaska                       | Ánna-Katri Helander          |
| 2018 | Karoline Tveitnes Trollvik        | Amanda Delara, Anna Lumisani, Resirkulert, Biru Baby                 | I Sámi Kildin e Sámi Skolt               | Ánná Káisá Partapuoli        |
| 2019 | Sandra Márjá West                 | Alas, ISÁK, Jeremy Dutcher, Silla and Rise                           | Gli Inuit di Nunavut                     | Emil Kárlsen                 |
| 2020 | Festival Cancellato               |                                                                      |                                          |                              |
| 2021 | Sandra Márjá West                 | Kajsa Balto, Felgen Orkester, OZAS, Elin & The Woods                 | I Sámi del Sud                           | Biret Haarla & Gáddjá Haarla |
| 2022 | Sandra Márjá West                 | Soá, Pil og Blue, The Halluci Nation, Katarina Barruk                | Gli Inuit della Groenlandia              | Márjá Karlsen                |
| 2023 | Sajje Solbakk                     | Lávre, Small Time Giants, Rolffa, Uyaraq                             | I Lakota                                 | Mihkkal Hætta                |
| 2024 | Sajje Solbakk                     | Boogát, Nuunu, Linus Johnsen, Petra Laiti                            |                                          | Kai Mikkel Balto             |